# Consonante vibrante
In fonetica articolatoria, una consonante vibrante (o trillo) è una consonante, classificata secondo il proprio modo di articolazione.
Essa viene prodotta mediante una debole occlusione intermittente del canale orale (la bocca), la quale si interrompe e ripristina velocemente più volte (da una-due volte fino a cinque o sei), creando un ciclo occlusione + esplosione nel quale l'aria che proviene dai polmoni è prima costretta e poi bruscamente rilasciata producendo un suono periodico.
Quando il ciclo è unico, cioè se la debole occlusione avviene una sola volta, si ha il modo di articolazione monovibrante come in spagnolo o in hindi. In caso contrario si parla semplicemente di vibrante o polivibrante.

## Le consonanti
Le consonanti vibranti e monovibranti sono sempre sonore, cioè al suono prodotto si aggiunge anche la vibrazione delle corde vocali, e inoltre sono continue, vale a dire che sono prolungabili a piacere. Essi si classificano in base al luogo di articolazione, cioè in base a quali organi vibrano nella loro produzione.
Nella letteratura scientifica inglese si usa operare una distinzione più precisa. Esistono a tal proposito i termini tap (vibrato) e flap (vibratile), ma sono spesso usati indiscriminatamente. Il fonetista americano Peter Ladefoged espose l'utilità di una distinzione tra esse. Una distinzione molto chiara e netta, in tutta la sua manualistica in continua produzione, è seguita invece dal fonetista italiano Luciano Canepari.
Le vibranti propriamente dette ("polivibranti", "trilli", in inglese trill) sono articolate con almeno due vibrazioni dell'organo mobile, l'articolatore attivo (l'apice della lingua in [r], l'ugola in [ʀ], le labbra o più specificamente il labbro inferiore in [ʙ]).

Le monovibranti o vibrate (in inglese tap) hanno invece un solo battito. Un esempio tipico di monovibrata è la /ɾ/ dello spagnolo caro [̍kaɾo] 'costoso'. Di fatto, in italiano, le realizzazioni del fonema /r/ in sillaba debole hanno un solo battito, sono [ɾ].

Le vibratili (in inglese flap) hanno un meccanismo più complesso: mentre nelle vibrate l'articolatore attivo colpisce direttamente il punto di contatto, come in un'occlusiva ultrabreve, nelle vibratili questo viene colpito tangenzialmente, durante uno spostamento in avanti.
Ad esempio, una vibratile alveolare è articolata ritraendo l'apice della lingua (l'articolatore attivo) dietro gli alveoli dentali (il luogo d'articolazione) e muovendolo in avanti affinché colpisca di sfuggita gli alveoli. Questo suono si può trovare nella realizzazione angloamericana del /t/ t intervocalico: latter  [ˈlæᴅɹ̩] (in una realizzazione britannica più neutra /ˈlætɚ/ sarebbe [ˈlætə]).
Per i linguisti che impiegano questa distinzione, la vibrata alveolare è solitamente trascritta con una r "a amo" [ɾ] (codice Unicode standard U+027E), mentre la vibratile può essere trascritta, secondo l'uso americanistico, con una d in maiuscoletto [ᴅ] (U+1D05). Il fonetista Luciano Canepari, nelle sue opere, usa simboli ad hoc (del proprio alfabeto fonetico, chiamato canIPA).

### Lista delle consonanti vibranti
L'alfabeto fonetico internazionale classifica le seguenti consonanti vibranti:
- [ʙ] Vibrante bilabiale
- [r] Vibrante alveolare
- [ʀ] Vibrante uvulare
- [ʁ] Fricativa uvulare sonora (di posizione intermedia tra le fricative e le vibranti)
- [ŗ] Vibrante alveolare sorda
- [ɽ͡r] Vibrante retroflessa (non in IPA)
- [я] Vibrante epiglottale (non in IPA)

### Lista delle consonanti monovibranti
L'alfabeto fonetico internazionale classifica le seguenti consonanti monovibranti:
Monovibranti centrali:
- [ⱱ̟] Monovibrante dentale
- [ѵ] Monovibrante labiodentale
- [ɾ] Monovibrante alveolare
- [ɾ̥] Monovibrante alveolare sorda
- [ɽ] Monovibrante retroflessa
- [ɽ̊] Monovibrante retroflessa sorda
- [ɡ̆] Monovibrante velare sonora
- [ɢ̆]: Monovibrante uvulare
- [ʡ̯]: Monovibrante epiglottale

Monovibranti laterali:
- [ɺ] Monovibrante alveolare laterale
- [ɺ̢] Monovibrante retroflessa laterale (non in IPA)
- [ʎ̯] Monovibrante palatale laterale

### Le vibranti in italiano
L'italiano possiede un'unica consonante monovibrante, la monovibrante alveolare [ɾ], tale fono è un allofono della vibrante alveolare [r] quando è in posizione intervocalica o non iniziale, ma a volte anche in posizione iniziale, come in "rara" ['raːɾa] o "girare" [d͡ʒi'ɾaːɾe]. Al suo posto, però, molti parlanti usano foni uvulari (come la vibrante [ʀ] o le fricative [χ] e [ʁ]), oppure la approssimante labiodentale [ʋ]: tutte queste varianti vengono in genere chiamate con la denominazione comune di "erre moscia".

### Le vibranti nelle altre lingue
Le altre lingue europee possiedono vari foni vibranti e non tutti rappresentati dalla lettera ⟨r⟩: la vibrante alveolare, anche doppia, si trova pure in spagnolo come in italiano (rueda "ruota" ['rrweða]), mentre il francese usa la fricativa uvulare (e quindi non vibrante) [ʁ] (rose "rosa" [ʁoz]). In tedesco la vibrante uvulare [ʀ] può essere usata come variante libera insieme a quest'ultima ([ʁ]), cioè possono essere usate indifferentemente entrambe nelle stesse sequenze (ad esempio Rat "consiglio" può essere pronunciato sia [ʁat] sia [ʀat]). In inglese, infine, la <r> si realizza come approssimante alveolare [ɹ] (run "correre" [ɹʌn]).

## Caratteristiche fisiche
In fonetica acustica, le vibranti si manifestano in un sonagramma con una serie di brevissime fasi di silenzio (corrispondenti alle occlusioni) e di rumore (corrispondenti alle deboli esplosioni): queste fasi di rumore sono rappresentate da dei deboli spike, cioè sottili righe verticali che si osservano anche nelle occlusive.
Nel caso di monovibranti, invece, si osserva naturalmente un'unica breve zona di interruzione del segnale compresa tra i foni che precedono e seguono la consonante.
Essendo tutte consonanti sonore, infine, esse presentano nella parte inferiore del sonagramma una riga di bassa frequenza, detta barra sonora, corrispondente al vibrare delle corde vocali.

## La percezione
In fonetica uditiva, si osserva che il riconoscimento da parte dell'orecchio delle consonanti vibranti è affidata alla percezione di una breve periodicità di bassissima frequenza generata nel tratto superiore del condotto fonatorio dalla rapida successione di occlusioni e di rilasci.